# Un pizzico di follia
Un pizzico di follia (Knock on Wood) è un film del 1954 diretto da Melvin Frank e Norman Panama.

## Trama
Due differenti bande di spie sono alla ricerca di due microfilm contenenti i segretissimi piani per la fabbricazione di potenti armi (piano "lafayettexv27") e riescono, dopo diversi tentativi, nell'intento di rubarli.
Tra inseguimenti e sparatorie tra bande un falegname (nonché spia sotto copertura), Maurice Papinek, morente, nasconde le due parti di microfilm all'interno della testa di due pupazzi appartenenti al ventriloquo Jerry Morgan.
Jerry è un famoso artista che mostra però parecchi segni di squilibrio e di relazione con le donne, problemi che riesce a manifestare in maniera incontrollata durante i suoi spettacoli con i pupazzi che puntualmente compromettono i rapporti che Jerry ha con le donne.
Alla fine dell'ennesimo rapporto Jerry decide di partire con i suoi pupazzi per farsi curare all'estero ignorando di avere al seguito i preziosi piani.
Una volta reso noto il volto dell'inconsapevole corriere si scatenare una vera e propria caccia all'uomo internazionale di cui, suo malgrado, il povero Jerry si trova inconsapevole protagonista.
Dopo una serie di equivoci che porteranno, tra l'altro, a far passare Jerry agli occhi di tutti come un folle e ricercato assassino sarà proprio lui a riuscire a risolvere la questione e a trovare l'amore nella dottoressa Nordstrom (che lo aveva preso in cura in clinica).